# مارك درينان
مارك درينان (بالإنجليزية: Mark Drennan)‏ هو عالم نفس أمريكي، ولد في 29 فبراير 1972 في تشارلستون في الولايات المتحدة.